# ماريون سبيد بويد
ماريون سبيد بويد (بالإنجليزية: Marion Speed Boyd)‏ هو قاضي ومحامي وسياسي أمريكي، ولد في 12 سبتمبر 1900، وتوفي في 9 يناير 1988. انتخب عضو مجلس نواب تينيسي وانتخب عضو مجلس ولاية تينيسي.